# شون لوي
شون لوي (بالإنجليزية: Sean Lowe)‏ هو سمسار تأمين أمريكي، ولد في 29 مارس 1983 في أرلينغتون في الولايات المتحدة.

## وصلات خارجية
- شون لوي على موقع IMDb (الإنجليزية)